# Sägebäuche
Die Sägebäuche (Trachichthyidae) (Gr.: trachys = rau, ichthys = Fisch) leben in der Tiefsee in gemäßigten bis tropischen Regionen von Atlantik und Indopazifik. Sie werden wegen ihrer stacheligen Schuppen an der Bauchseite Sägebäuche genannt.

## Aussehen
Sägebäuche haben einen hochrückigen, seitlich zusammengedrückten Körper, große Köpfe. Die Seitenlinie setzt sich in Form von schleimgefüllten Rinnen auf dem Schädel fort. Die Arten der Gattungen Optivus, Paratrachichthys und Sorosichthys unterscheiden sich von anderen Mitgliedern der Familie durch ihren verlängerteren Körper.
Die (einzige) Rückenflosse hat 3 bis 8 Hartstrahlen und 10 bis 19 Weichstrahlen, die Afterflosse hat 2 bis 3 Hartstrahlen und 8 bis 12 Weichstrahlen. Auch die Bauchflossen werden von einem Hartstrahl gestützt. Sägebäuche haben Ctenoidschuppen. Die Seitenlinie wird durch vergrößerte Schuppen geschützt.
Lebende Sägebäuche sind hellrot mit gleichfarbigen Flossen, silber- oder dunkelgrau bis schwarz mit transparenten Flossen. Einige Arten z. B. Aulotrachichthys latus können mit Hilfe symbiotischer Bakterien biolumineszentes Licht erzeugen.
Die größte Art ist Hoplostethus atlanticus mit einer Maximallänge von 75 Zentimeter und einem Gewicht von 7 Kilogramm, jedoch bleiben die meisten Sägebäuche unter 30 Zentimeter.

## Verhalten
Die meisten Sägebäuche sind träge Tiere und verbringen die meiste Zeit nahe der Kontinentalhänge in Tiefen von ca. 100 bis 1.500 Meter mit normalerweise felsigen Untergründen. Die schlankeren Arten sind aktiver und leben in flacheren Regionen. Optivuse longatus lebt in flacheren Küstengewässern, ist jedoch nachtaktiv und versteckt sich tagsüber in Felsspalten. Der hochrückige Trachichthys australis lebt im selben Lebensraum und ähnelt einem Soldatenfisch.
Sägebäuche leben von Zooplankton wie kleinen Krebstieren und Fischlarven. Finden sie nicht genug Nahrung, so ändert sich der Stoffwechsel, sie leben von Reserven, und verlieren die Pigmentierung. Einige Arten bilden sporadisch um geologischen Strukturen wie unterseeische Schluchten und Berge dichte Schwärme. Vielleicht gibt es dort auf Grund von Strömungen eine höhere Dichte ihre Beute.

## Fortpflanzung
Sägebäuche werden erst mit 18 Jahren geschlechtsreif und laichen pelagisch, sie sammeln sich in Gruppen und geben Spermien und Eizellen ins freie Wasser. Die befruchteten Eier und später die Larven sind planktonisch.
Bei den ökonomisch bedeutenden Arten halten sich die Larven von Gephyroberyx darwinii im flachen Wasser auf, während die von Hoplostethus atlanticus in tieferem Wasser von ca. 200 Meter leben.
Sägebäuche sind sehr langlebig und wachsen auch langsam. Bei einem Hoplostethus atlanticus wurde angeblich ein Alter von 149 Jahren festgestellt.

## Systematik
Die Familie enthält 48 Arten in acht Gattungen.

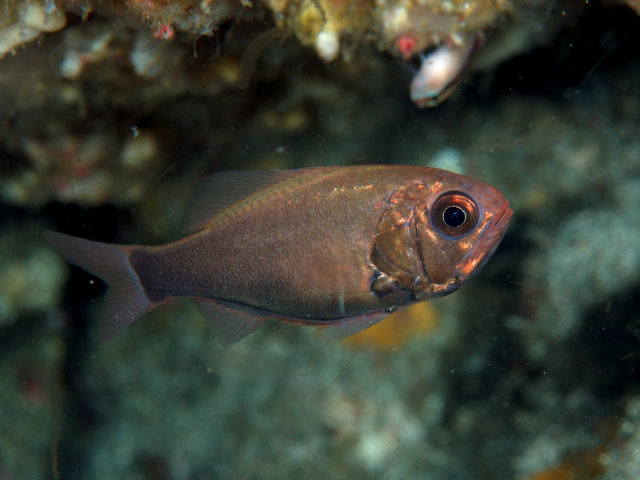
Aulotrachichthys prosthemius

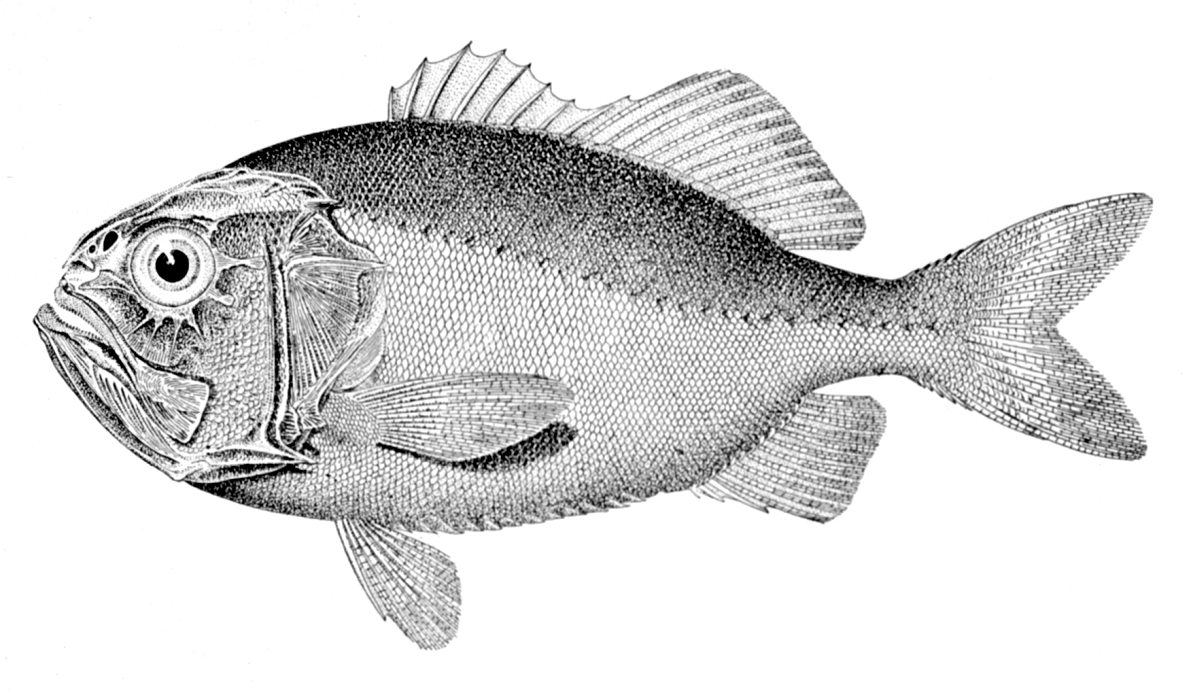
Gephyroberyx darwinii

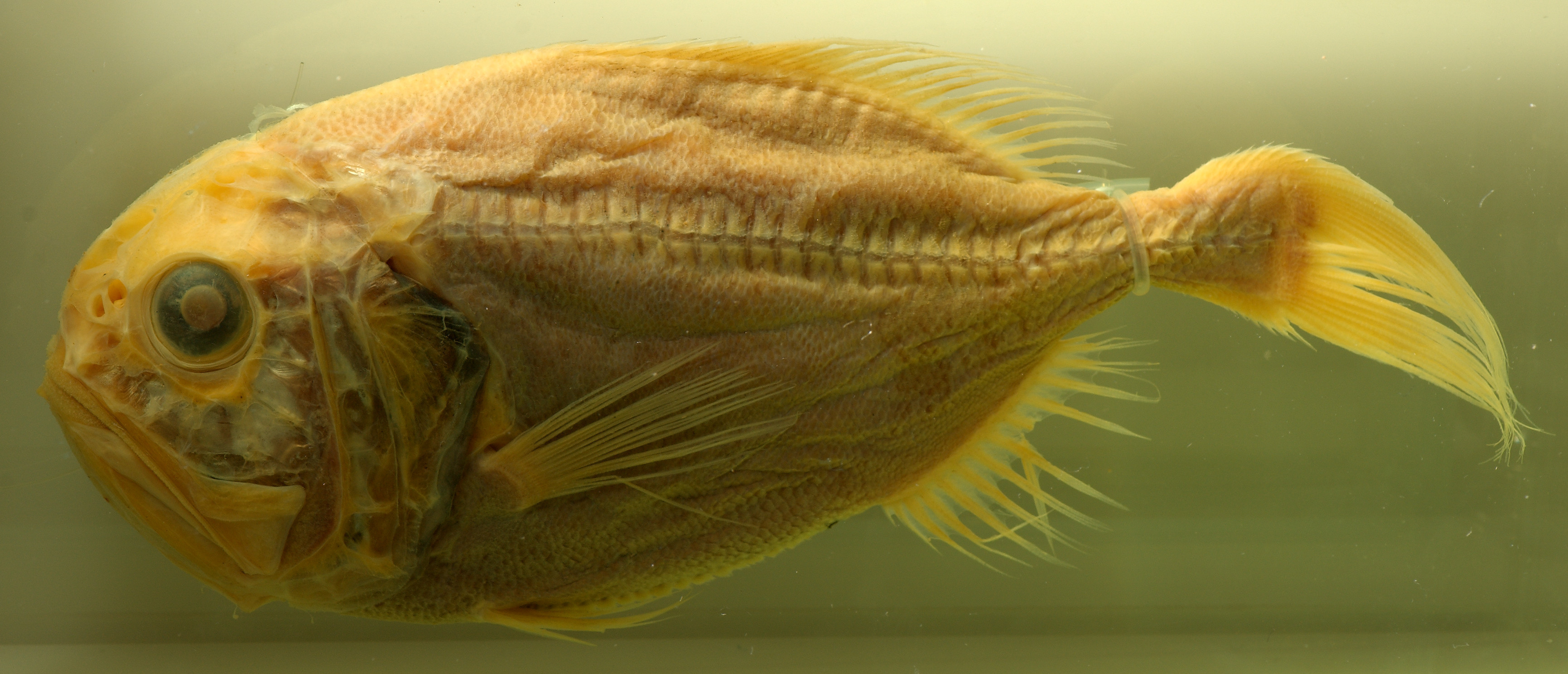
Hoplostethus atlanticus

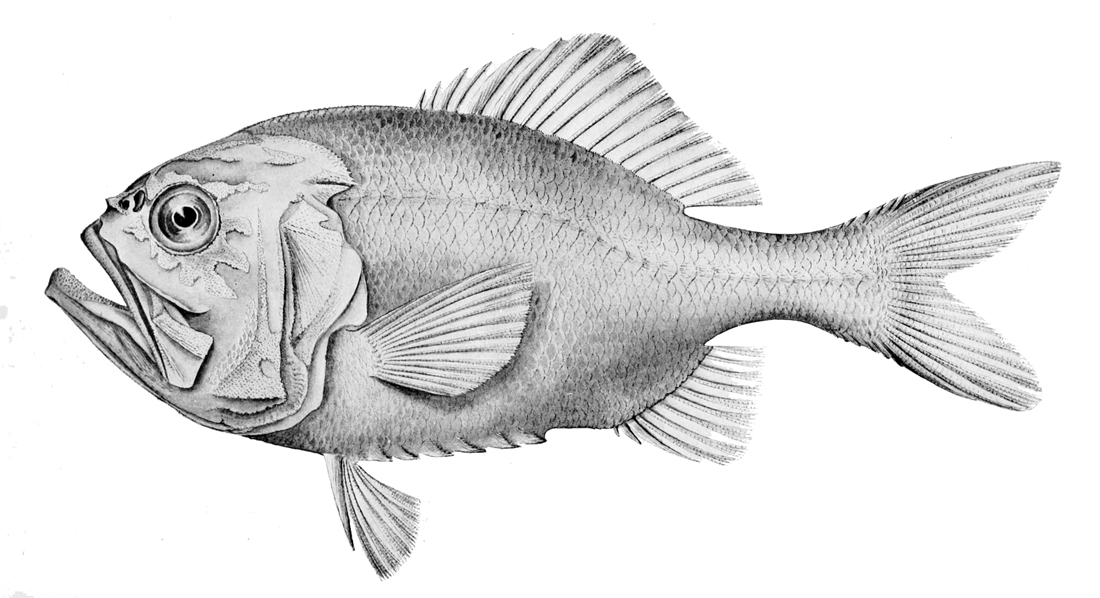
Hoplostethus gigas

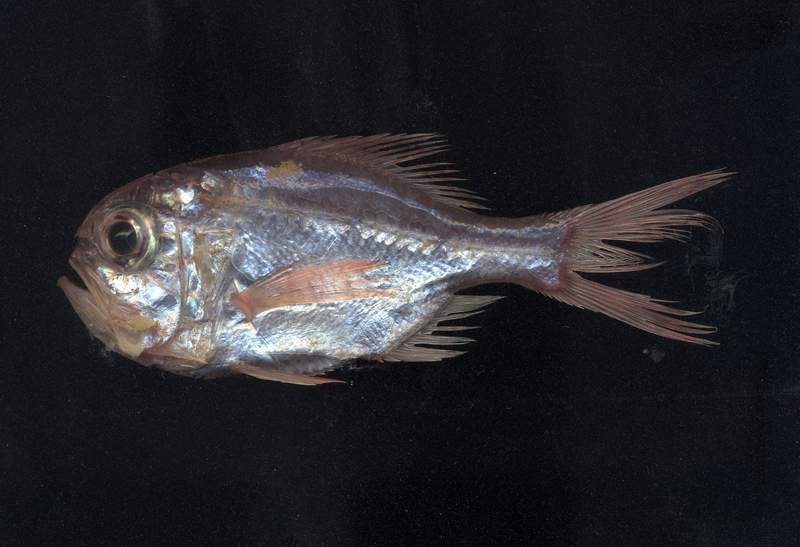
Hoplostethus mediterraneus

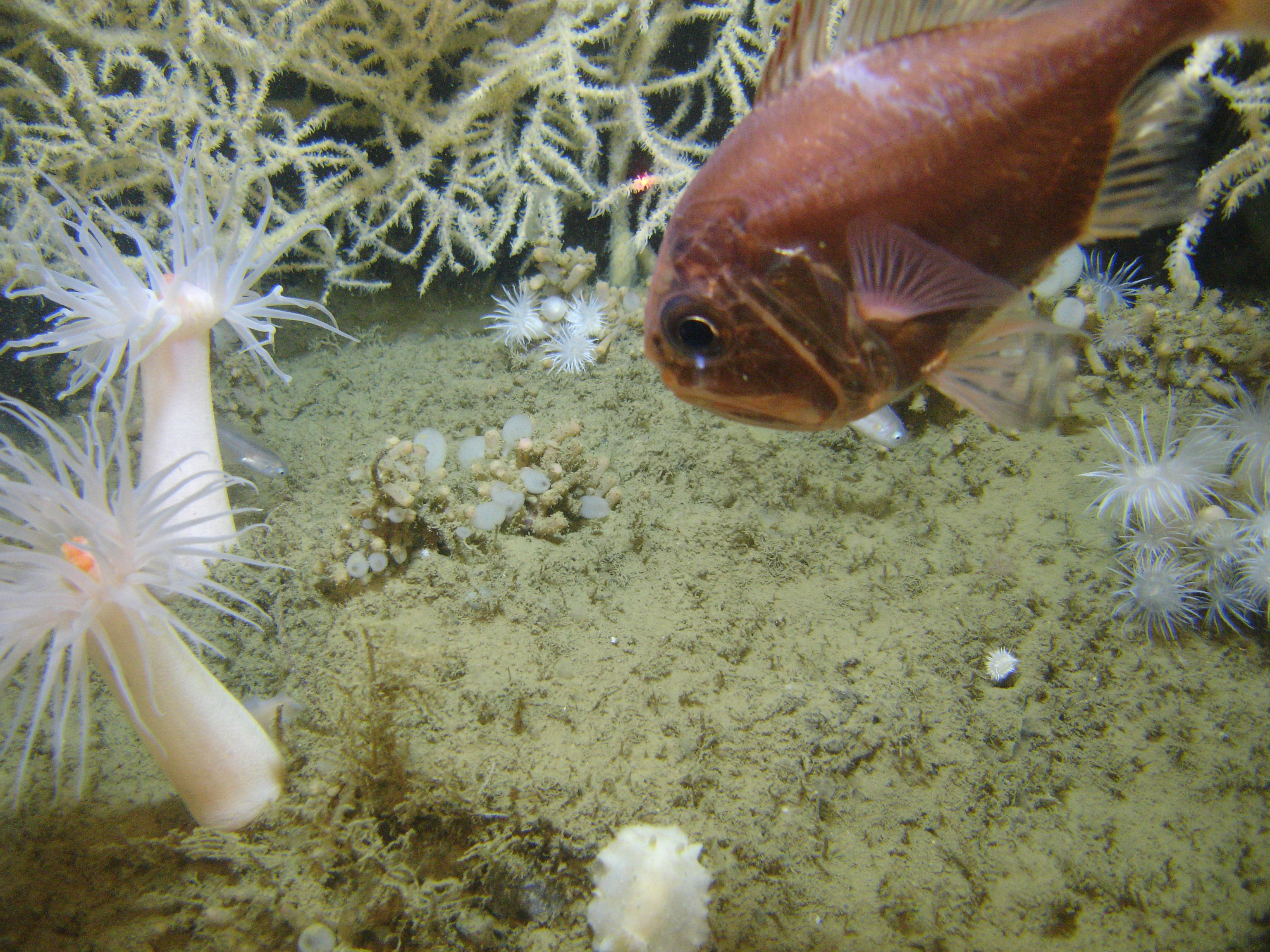
Hoplostethus occidentalis

- Gattung Aulotrachichthys Fowler, 1938
  - Aulotrachichthys argyrophanus (Woods, 1961)
  - Aulotrachichthys atlanticus (Menezes, 1971)
  - Aulotrachichthys heptalepis (Gon, 1984)
  - Aulotrachichthys latus (Fowler, 1938).
  - Aulotrachichthys novaezelandicus (Kotlyar, 1980)
  - Aulotrachichthys prosthemius (Jordan & Fowler, 1902)
  - Aulotrachichthys pulsator Gomon & Kuiter, 1987
  - Aulotrachichthys sajademalensis (Kotlyar, 1979)
- Gattung Gephyroberyx Boulenger, 1902
  - Gephyroberyx darwinii (Johnson, 1866).
  - Gephyroberyx japonicus (Hilgendorf, 1879).
  - Gephyroberyx philippinus Fowler, 1938.
- Gattung Hoplostethus Cuvier in Cuvier & Valenciennes, 1829
  - Hoplostethus abramovi Kotlyar, 1986.
  - Hoplostethus atlanticus Collett, 1889.
  - Hoplostethus cadenati Quéro, 1974.
  - Hoplostethus confinis Kotlyar, 1980.
  - Hoplostethus crassispinus Kotlyar, 1980.
  - Hoplostethus druzhinini Kotlyar, 1986.
  - Hoplostethus fedorovi Kotlyar, 1986.
  - Hoplostethus fragilis (de Buen, 1959).
  - Hoplostethus gigas McCulloch, 1914.
  - Hoplostethus grandperrini Roberts & Gomon, 2012.
  - Hoplostethus intermedius (Hector, 1875).
  - Hoplostethus japonicus Hilgendorf, 1879.
  - Hoplostethus latus (Fowler, 1938).
  - Hoplostethus marisrubri Kotlyar, 1986.
  - Hoplostethus mediterraneus Cuvier in Cuvier & Valenciennes, 1829
  - Hoplostethus melanopeza Roberts & Gomon, 2012.
  - Hoplostethus melanopterus Fowler, 1938.
  - Hoplostethus melanopus (Weber, 1913).
  - Hoplostethus mento (Garman, 1899).
  - Hoplostethus metallicus Fowler, 1938.
  - Hoplostethus mikhailini Kotlyar, 1986.
  - Hoplostethus occidentalis Woods, 1973.
  - Hoplostethus pacificus Garman, 1899.
  - Hoplostethus rifti Kotlyar, 1986.
  - Hoplostethus rubellopterus Kotlyar, 1980.
  - Hoplostethus shubnikovi Kotlyar, 1980.
  - Hoplostethus tenebricus Kotlyar, 1980.
  - Hoplostethus vniro Kotlyar, 1995.
- Gattung Optivus Whitley, 1947
  - Optivus agastos M. F. Gomon, 2004
  - Optivus agrammus M. F. Gomon, 2004
  - Optivus elongatus (Günther, 1859).
- Gattung Paratrachichthys Waite, 1899
  - Paratrachichthys fernandezianus (Günther, 1887).
  - Paratrachichthys macleayi (Johnston, 1881).
  - Paratrachichthys trailli (Hutton, 1875).
- Gattung Parinoberyx Kotlyar, 1984
  - Parinoberyx horridus Kotlyar, 1984.
- Gattung Sorosichthys Whitley, 1945
  - Sorosichthys ananassa Whitley, 1945.
- Gattung Trachichthys Shaw in Shaw & Nodder, 1799
  - Trachichthys australis Shaw, 1799.

## Fischerei
Die größeren Arten Hoplostethus atlanticus und Gephyroberyx darwinii werden in den Meeren um Australien und Neuseeland kommerziell gefischt. Hoplostethus atlanticus ist ein Speisefisch und wird als Frischfisch oder als Kaiserbarsch gefroren verkauft. Gephyroberyx darwinii wird zu Fischmehl verarbeitet. Da die Tiere sich nur langsam vermehren gelten die Bestände als gefährdet.